# Sant Angeu (Alier)
Saint-Angel és un municipi francès, situat al departament de l'Alier i a la regió d'Alvèrnia-Roine-Alps. L'any 2007 tenia 728 habitants.

## Demografia

### Població
El 2007 la població de fet de Saint-Angel era de 728 persones. Hi havia 281 famílies de les quals 57 eren unipersonals (15 homes vivint sols i 42 dones vivint soles), 91 parelles sense fills, 110 parelles amb fills i 23 famílies monoparentals amb fills.
La població ha evolucionat segons el següent gràfic:
Habitants censats

### Habitatges
El 2007 hi havia 321 habitatges, 282 eren l'habitatge principal de la família, 16 eren segones residències i 22 estaven desocupats. 319 eren cases i 2 eren apartaments. Dels 282 habitatges principals, 246 estaven ocupats pels seus propietaris, 32 estaven llogats i ocupats pels llogaters i 4 estaven cedits a títol gratuït; 9 tenien dues cambres, 34 en tenien tres, 99 en tenien quatre i 139 en tenien cinc o més. 233 habitatges disposaven pel capbaix d'una plaça de pàrquing. A 94 habitatges hi havia un automòbil i a 176 n'hi havia dos o més.

### Piràmide de població
La piràmide de població per edats i sexe el 2009 era:
| Homes | Edats   | Dones |
| ----- | ------- | ----- |
| 0     | 95 o +  | 0     |
| 0     | 90 a 94 | 8     |
| 0     | 85 a 89 | 4     |
| 0     | 80 a 84 | 4     |
| 8     | 75 a 79 | 4     |
| 20    | 70 a 74 | 12    |
| 24    | 65 a 69 | 20    |
| 0     | 60 a 64 | 8     |
| 20    | 55 a 59 | 12    |
| 40    | 50 a 54 | 24    |
| 32    | 45 a 49 | 44    |
| 32    | 40 a 44 | 24    |
| 28    | 35 a 39 | 28    |
| 20    | 30 a 34 | 20    |
| 32    | 25 a 29 | 12    |
| 16    | 20 a 24 | 24    |
| 24    | 15 a 19 | 40    |
| 24    | 10 a 14 | 12    |
| 24    | 5 a 9   | 24    |
| 20    | 0 a 4   | 16    |

## Economia
El 2007 la població en edat de treballar era de 476 persones, 364 eren actives i 112 eren inactives. De les 364 persones actives 344 estaven ocupades (181 homes i 163 dones) i 20 estaven aturades (5 homes i 15 dones). De les 112 persones inactives 47 estaven jubilades, 42 estaven estudiant i 23 estaven classificades com a «altres inactius».

### Ingressos
El 2009 a Saint-Angel hi havia 296 unitats fiscals que integraven 756 persones, la mediana anual d'ingressos fiscals per persona era de 18.781 €.

### Activitats econòmiques
Dels 16 establiments que hi havia el 2007, 1 era d'una empresa extractiva, 1 d'una empresa alimentària, 4 d'empreses de construcció, 1 d'una empresa de comerç i reparació d'automòbils, 2 d'empreses de transport, 1 d'una empresa d'hostatgeria i restauració, 1 d'una empresa immobiliària, 1 d'una empresa de serveis, 1 d'una entitat de l'administració pública i 3 d'empreses classificades com a «altres activitats de serveis».
Dels 8 establiments de servei als particulars que hi havia el 2009, 1 era una oficina de correu, 2 lampisteries, 2 electricistes, 2 perruqueries i 1 restaurant.
L'únic establiment comercial que hi havia el 2009 era una fleca.
L'any 2000 a Saint-Angel hi havia 24 explotacions agrícoles que ocupaven un total de 2.466 hectàrees.

## Equipaments sanitaris i escolars
L'únic equipament sanitari que hi havia el 2009 era un psiquiàtric.
El 2009 hi havia una escola elemental.

## Poblacions més properes
El següent diagrama mostra les poblacions més properes.